# Wishaw
Wishaw es una ciudad en North Lanarkshire, Escocia. Está situada en valle del río Clyde, 24 kilómetros al sureste de Glasgow. En el censo de población de 2001 se contabilizaron un total de 28,565. Es la ciudad natal del jugador profesional de snooker John Higgins (1975-).
Las áreas principales de Wishaw son: Cambusnethan, Coltness, Craigneuk, Gowkthrapple, Greenhead, Netherton, Pather y Waterloo. Hay dos pequeñas aldeas adyacentes: Overtown y Newmains.
Wishaw ha vivido a la sombra de su famoso y más grande vecino, Motherwell, con el que forma una entidad admisnistrativa mayor.
En noviembre de 1996, el mayor brote mundial de E.coli 0157 tuvo lugar en la localidad, en el brote 20 personas murieron y cerca de 200 fueron infectadas.

## Historia
El origen del nombre es incierto. Existe una teoría que defiende que la palabra Wishaw deriva del latín teniendo como significado "Wicket gate in the wood" (puerta de postigo en el bosque), y de manera abreviada se hacía referencia a ella como Wygateshaw. Otra teoría, por el contrario, defiende que la localidad fue llamada originalmente Viashaw, significando camino a través del bosque. 
La ciudad de Wishaw es bastante reciente, aunque los asentamientos más antiguos en la zona datan del siglo XII con el establecimiento de una iglesia dedicada a San Nethan en el Clyde. 
La localidad fue construida en 1794, llamada Cambusnethan, para después ser llamada Wishawtown. El 4 de septiembre de 1855, la ciudad fue ampliada con la incorporación de las localidades de Coltness y Stewarton una entidad administrativa de unos 5000 habitantes.